# 兴仁镇 (邻水县)
兴仁镇，是中華人民共和國四川省鄰水縣下辖的一个乡镇级行政单位。

## 行政区划
兴仁镇下辖以下地区：
古佛社區、寒豐村、三步村、廟口村、筆架村、興河村、興仁村、南壩村、玻璃村、馬豐村、豐龍村、大魚村、明星村、古鄰村。